# Uta Berger
Uta Berger (* 1962) ist eine deutsche Forstwissenschaftlerin an der TU Dresden.

## Leben
1987 schloss Uta Berger ihr Studium der Elektrotechnik an der Technischen Universität Dresden mit dem Diplom ab. Anschließend promovierte sie 1992 im Fach Physikalische Chemie an der Friedrich-Schiller-Universität Jena.
Von 1993 bis 1996 arbeitete sie dort als wissenschaftliche Mitarbeiterin am Institut für Physikalische Chemie und als Postdoc am Institut für Ökologie. Von 1996 bis 2007 war sie als leitende Wissenschaftlerin am Zentrum für Marine Tropenökologie (ZMT) in Bremen beschäftigt. Von 2000 bis 2002 war sie Koordinatorin des MADAM-Labors an der Universidade Federal do Pará in Belém, Brasilien.
2004 habilitierte sich Uta Berger an der Universität Bremen mit einer Arbeit zum Thema Musterorientierte Modellierung zur Analyse von Nachbarschaftsprozessen in Mangrovenwäldern und erhielt die venia legendi für Theoretische Ökologie. Von 2004 bis 2007 war sie als Privatdozentin an der Universität Bremen tätig.
Von 2007 bis 2021 hatte sie die Professur für Waldbiometrie und Systemanalyse (W2) an der Technischen Universität Dresden inne.
Seit 2021 ist sie Professorin für Forstliche Biometrie und Systemanalyse an der Technischen Universität Dresden.

## Funktionen und Mitgliedschaften
Im Laufe ihrer Karriere war Uta Berger in verschiedenen Gremien und Organisationen aktiv.
- Direktorin des Instituts für Waldwachstum und Waldinformatik der TU Dresden (2009 bis 2018)

- Sprecherin der Fachrichtung Forstwissenschaften der TU Dresden (2013 bis 2016)
- Mitglied des Hochschulrates der TU Dresden (2015 bis 2019).
- Wissenschaftliche Direktorin des UNEP/UNESCO-Zentrums für internationale Postgraduiertenstudien in Umweltmanagement (seit 2013).
- Mitglied im Fachkollegium (FK 207) der Deutschen Forschungsgemeinschaft (seit 2016).
- Mitglied des Deutschen Zentrums für integrative Biodiversitätsforschung (iDiv) der Deutschen Forschungsgemeinschaft (seit 2017).
- Mitglied des Wissenschaftlichen Beirats des Leibniz-Instituts für Zoo- und Wildtierforschung Berlin (seit 2019).

## Forschung
Ihre Forschung konzentriert sich auf die Entwicklung eines mechanistischen Verständnisse der Funktionsweise ökologischer Systeme und deren wechselseitige Verbindung mit der Artenvielfalt und ihrer Merkmale.
- die Verbindung zwischen den Anpassungen der Arten, den organismischen Interaktionen und den langfristigen Mustern der biologischen Vielfalt
- Wiederherstellungsökologie mit besonderem Schwerpunkt auf degradierten Waldsystemen sowie
- Konzepte zur Erhaltung der biologischen Vielfalt unter sich ändernden Umweltbedingungen.[1]

## Publikationen (Auswahl)
- mit C. Wudel, V. Schlicht: Multi-trait point pattern reconstruction of plant ecosystems, In Methods in Ecology and Evolution, 14, 2023, doi:10.1111/2041-210X.14206
- mit Volker Grimm: Robustness analysis: Deconstructing computational models for ecological theory and applications. In: Ecological Modelling 326, 2016.
- mit Volker Grimm et al.: The role of belowground competition and plastic biomass allocation in altering plant mass-density relationships. In: Oikos 123, 2014.
- mit Volker Grimm et al.: Plant Interactions Alter the Predictions of Metabolic Scaling Theory. In: PLoS ONE 8(2), 2013.
- mit Volker Grimm et al.: Differences between symmetric and asymmetric facilitation matter: exploring the interplay between modes of positive and negative plant interactions. In: Journal of Ecology, 2012.
- mit Volker Grimm et al.: The ODD protocol: A review and first update. In: Ecological Modelling, 2010.
- mit  Victor H. Rivera-Monroy et al.: Advances and limitations of individual-based models to analyze and predict dynamics of mangrove forests. In: Aquatic Botany 89, 2008.
- mit Volker Grimm et al.: Competition among plants: Concepts, individual-based modelling approaches, and a proposal for a future research strategy. Perspectives in Plant Ecology. In: Evolution and Systematics 9, 2008.
- mit Norm C. Duke et al.: A world without mangroves. In: Science. 317, 2007, doi:10.1126/science.317.5834.41b.
- mit Volker Grimm et al.: Pattern-Oriented Modeling of Agent-Based Complex Systems: Lessons from Ecology. In: Science 310, 2005, doi:10.1126/science.1116681.